# 昂蒂布角
43°32′59″N 7°07′48″E / 43.549722°N 7.13°E
昂蒂布角（法語：Cap d’Antibes）是法国蓝色海岸昂蒂布以南的一个半岛，山岩上茂密的松林中，拥有众多豪宅。 

## 历史

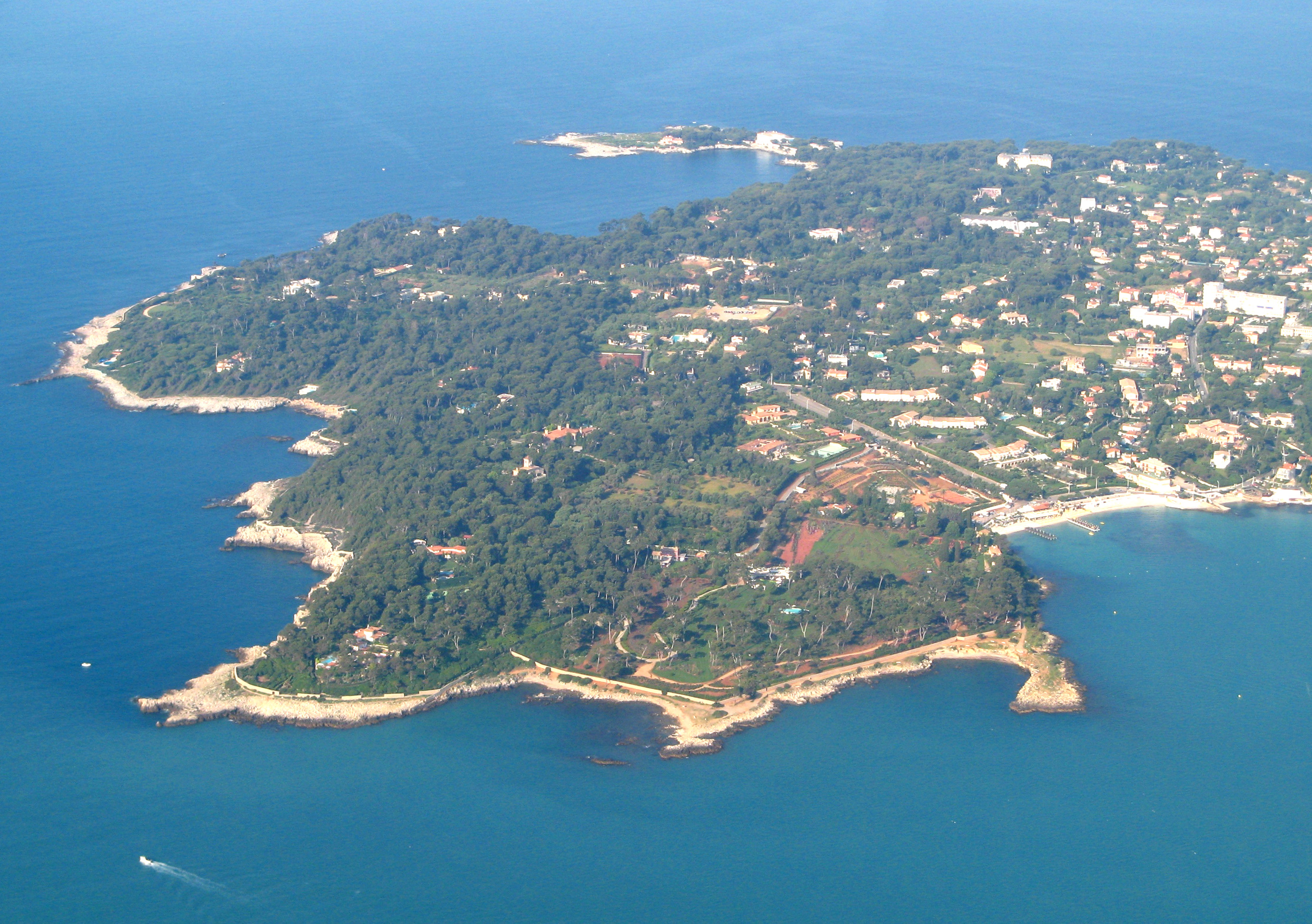
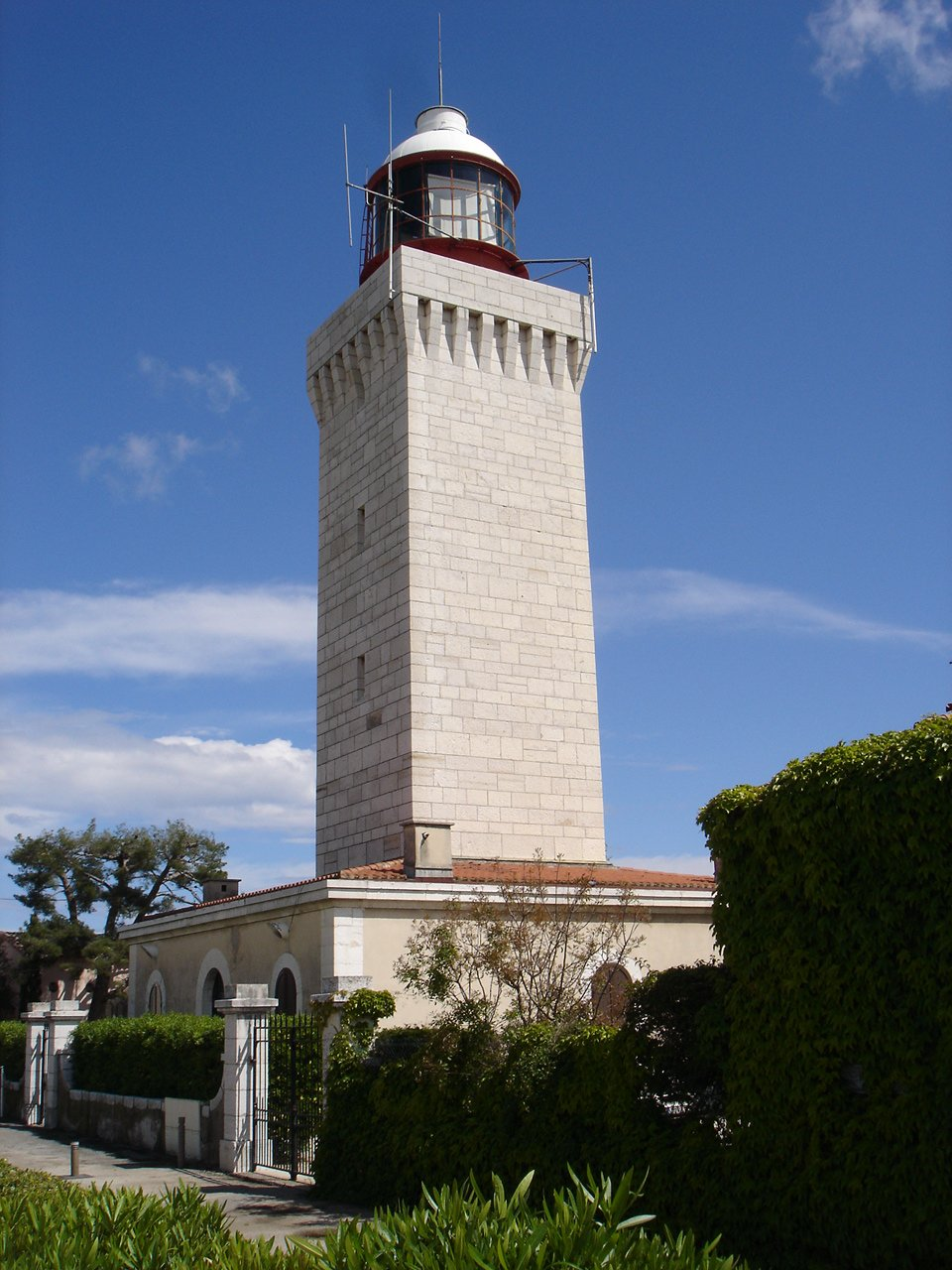
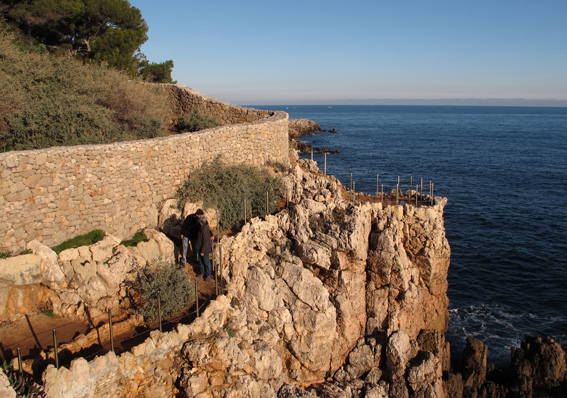
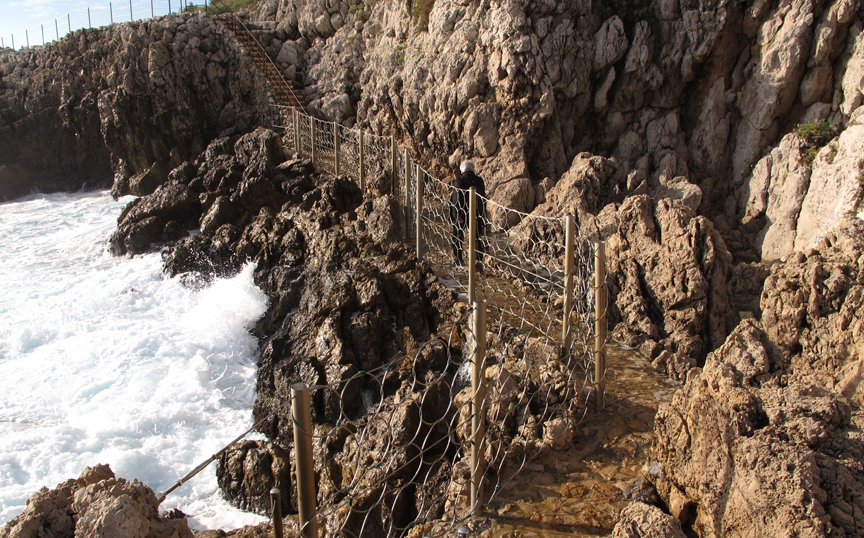

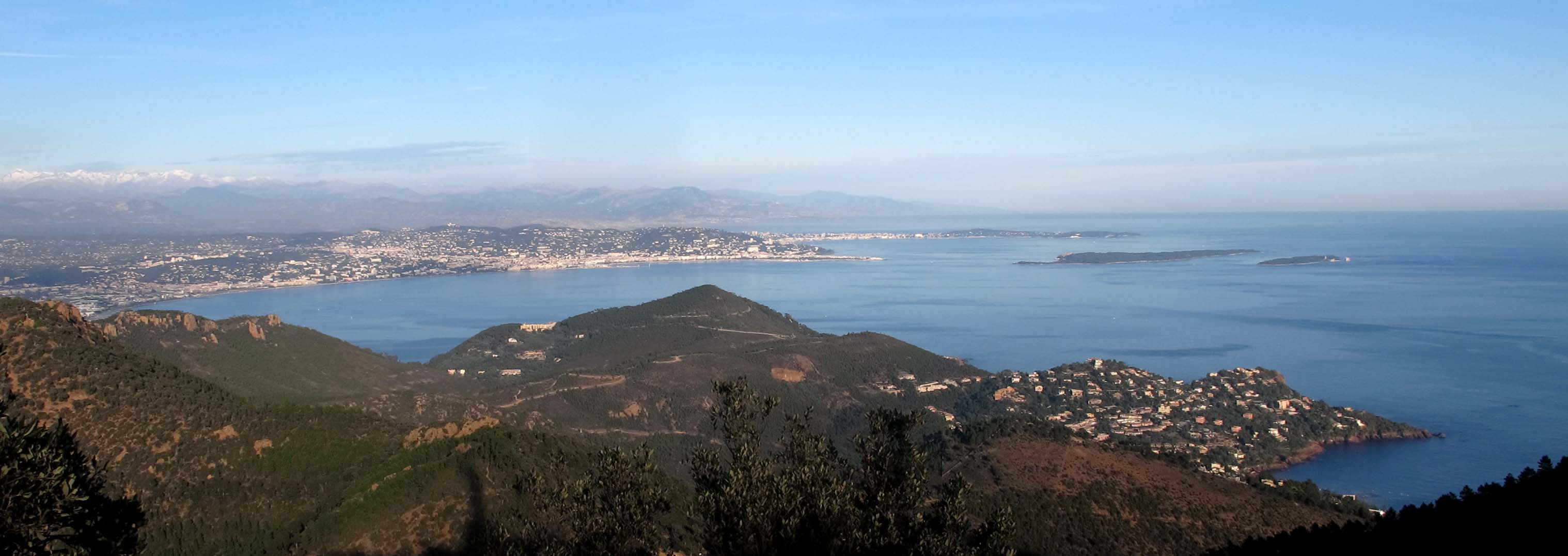